# Battaglia dello Stretto di Messina (276 a.C.)
La battaglia dello Stretto di Messina fu combattuta nel 276 a.C. quando una flotta cartaginese attaccò la flotta siciliana di Pirro, re dell'Epiro, che stava attraversando lo stretto dirigendosi verso l'Italia. Pirro aveva lasciato l'Italia per la Sicilia nell'autunno del 278 a.C. e ottenne diverse vittorie importanti contro gli eserciti cartaginesi, ma i successi romani contro gli alleati italiani di Pirro lo convinsero a tornare in Italia.
Mentre Pirro trasportava le sue truppe a Rhegium (antico nome di Reggio Calabria), la sua flotta di 110 navi da guerra  più centinaia di navi per il trasporto truppe fu attaccata dai cartaginesi. La marina cartaginese affondò 70 navi greche e ne danneggiò 28. Le navi superstiti di Pirro, pari a 12 navi da guerra più le navi da trasporto, attraccarono a Locri, dove aveva lasciato il figlio Alessandro all'avvio della sua campagna di Sicilia.